# Die Lokomotivenbraut
Die Lokomotivenbraut ist ein sechzehnminütiger deutscher Spielfilm aus dem Jahr 1936. Er wurde von der Universum-Film AG Berlin (Ufa) produziert. Das Drehbuch des nur 441 Meter langen Streifens schrieb Hanns Marschall. Die Hauptrollen spielten Friedl Haerlin als „Lokomotivenbraut“ Erika von Dürren sowie Oskar Sima als Direktor Erwin Kraatz.

## Inhalt
Hintergrund des Kurzspielfilms ist ein Kriminalfall aus dem Jahr 1930. Eine junge Dame, die „Lokomotivenbraut“, begegnet bei einer Eisenbahnfahrt dem Direktor einer Schrottverwertungsgesellschaft. Sie gibt vor, über intensive Kontakte zur Reichsbahn und zum Reichswirtschaftsministerium zu verfügen. Über diese Beziehungen könne sie unter anderem 34 Lokomotiven, die verschrottet werden sollen, zum Ankauf vermitteln, benötige dafür aber Vorschüsse. Direktor Erwin Kraatz zahlt eine hohe Summe und wird in der Folgezeit mit unterschiedlichen Ausreden von der jungen Dame vertröstet. Schließlich greift die Kriminalpolizei ein und entlarvt die Lokomotivenbraut als Betrügerin.